# Frères Blandin
 (septembre 2021).
Si vous disposez d'ouvrages ou d'articles de référence ou si vous connaissez des sites web de qualité traitant du thème abordé ici, merci de compléter l'article en donnant les références utiles à sa vérifiabilité et en les liant à la section « Notes et références ».
Pour les articles homonymes, voir Blandin (homonymie).
Les trois frères Blandin sont les inventeurs du premier procédé sans aucune utilisation de l'amiante dans la projection en 1951 en France et dans le monde, d'abord commercialisé sous la marque Pyrolaine, puis Pistofibre.   

## Biographie
Les frères Blandin sont trois frères : Henri (né le 15 mai 1923 et mort le 15 février 1998), Michel (né le 28 octobre 1927 et mort le 6 septembre 1998) et Philippe (né le 16 mars 1929 et mort le 27 juin 2001).
Henri, l’aîné, sorti major de la promotion 1949 de l’École centrale Paris, réalise en 1950 son stage de fin d’études d’ingénieur au sein de la Société d’exploitation de l’Office Technique d’Isolation (la Seloti), une des trois entreprises de projection d’amiante encore en activité en France après guerre, avec ASA et WANNER. Il y mène à bien des études acoustiques, thermiques et de protection incendie et constate rapidement qu’il y a un problème avec l'utilisation de l’amiante, confirmé par la direction de l'entreprise : à l’époque les décès dus à l’amiante étaient déjà connus. 
Philippe est étudiant en architecture à l’École des beaux-arts et Michel étudiant en droit.

## Société Blandin et Compagnie
En 1951, les trois frères fondent la société Blandin et Compagnie et s'associent avec la Société des hauts fourneaux de Saulnes.  Leur société devient « Agent Technique et Commercial des Hauts Fourneaux de Saulnes » pour les produits isolants fabriqués par les hauts fourneaux de Saulnes. 
Constatant les dégâts sur la santé causés par l'amiante sur les ouvriers des autres entreprises d'isolation, les frères Blandin décortiquent les machines à projeter de l’époque pour en extraire un tout nouveau procédé et une machine à projeter révolutionnaire permettant l'utilisation des fibres minérales synthétiques inoffensives (roche et verre), sans aucune utilisation de l’amiante. En 1953, ils déposent le brevet de cette machine à projeter. La Société des Hauts Fourneaux de Saulnes dépose la marque Pyrolaine pour la fabrication de ces fibres. L’ensemble est commercialisé sous la dénomination « Projection Pyrolaine - Procédé Blandin - Breveté ».
Le procédé Blandin est caractérisé par l’emploi de fibres minérales synthétiques qui sont cardées et soufflées sur une surface à isoler puis agglomérées par un liant en poudre ou un liant spécial liquide pulvérisé simultanément à celles-ci (technique à laquelle s’apparente celle préconisée pour l’imprégnation des flocages d’amiante). L’absence de ciment utilisé comme liant évite dans le temps toute dégradation du produit projeté, due à l’acidité des ciments.
Les accords entre la Société des Hauts Fourneaux de Saulnes et Blandin et Cie ayant été rompus et la marque Pyrolaine étant devenue la propriété de la Société Francisol, la Société Blandin et Cie dépose en décembre 1960 la marque Pistofibre. Le procédé Blandin est alors commercialisé sous le vocable Pistofibre - Blandin.
En 1972, la société Saint-Gobain décide la fermeture de l’usine de Trignac, alors leur fournisseur en fibres minérales. La Société Blandin et Cie et les frères Blandin fondent alors la Société Industrielle Creusoise et décident la construction à partir de 1974 à Genouillac, dans la Creuse, d’une usine de production de fibres minérales synthétiques utilisées en projection, l'Industrielle Creusoise. Ce projet se révèle un gouffre financier pour leur entreprise, avec notamment la création du plus gros cubilot d'Europe à cette époque, aboutissant au dépôt de bilan de Blandin & Cie en 1978. L’interdiction de l’amiante au-dessus de 1 % en flocage intervient la même année, soit plus de 25 ans après leur premier procédé sans amiante
Après un bref passage chez la société Nobel, l'Industrielle Creusoise est finalement reprise par Saint-Gobain, qui en fait un de ses fleurons industriels et une des toutes premières entreprises de la Creuse, aujourd'hui la société Eurocoustic, principal fournisseur en France des fibres en vrac pour la projection.

## Réalisations
Sur la période 1951 à 1992, les sociétés dirigées par les frères Blandin (Blandin & Cie, Energisol, Sofrapi et TNTC) réalisent en France et à l'étranger environ 25 millions de m² de projection en fibres minérales sous les marques Pyrolaine et Pistofibre , dont plus des deux tiers sur la période en concurrence avec l'amiante (interdiction en mars 1978 d'utiliser plus de 1 % d'amiante dans les flocages). La société Blandin et Cie exécute par ailleurs  environ 2 millions de mètres carrés de faux plafond, sous les marques Odolith et Rotherphone.
Les frères Blandin réalisent notamment une partie du flocage du RER parisien avec des fibres de verre, matériaux plus coûteux que l'amiante. En 1959-60, ils réalisent le premier grand chantier de protection incendie en France : l'aéroport Orly-Sud.
En 1986, ils déposent encore un brevet concernant l’utilisation en flocage d’un liant à deux composants liquides à gélification rapide, commercialisé sous la marque SPREF-X.